# Hazel Greene
Hazel Greene, född 19 januari 1960, är en irländsk bågskytt. Hon deltog vid olympiska sommarspelen 1980, 1984 och 1988.